# もがみねぎ
もがみねぎは、ネギの一品種。山形県で生産されている。

## 概要
2009年から山形県の最上地方広域の統一ブランドとして売り出されているネギである。出荷時期は7月〜11月。
最上地方は昼夜の寒暖差が大きいため、ネギの栽培に適しているとされている。。もがみねぎは根に近い白い部分を食べる根深ねぎであり、白い根の部分を太陽に当てないよう何度も丹念に土寄せをして生産している。